# موتور بمب غل سرخي (أرزوئية)
موتور بمب غل سرخي (بالإنجليزية: Mowtowr Pamp-e Gol Sorkhi)‏ هي منطقة سكنية تقع في إيران في Arzuiyeh Rural District. يقدر عدد سكانها بـ 69 نسمة .